# Gourma-Rharous (Kreis)

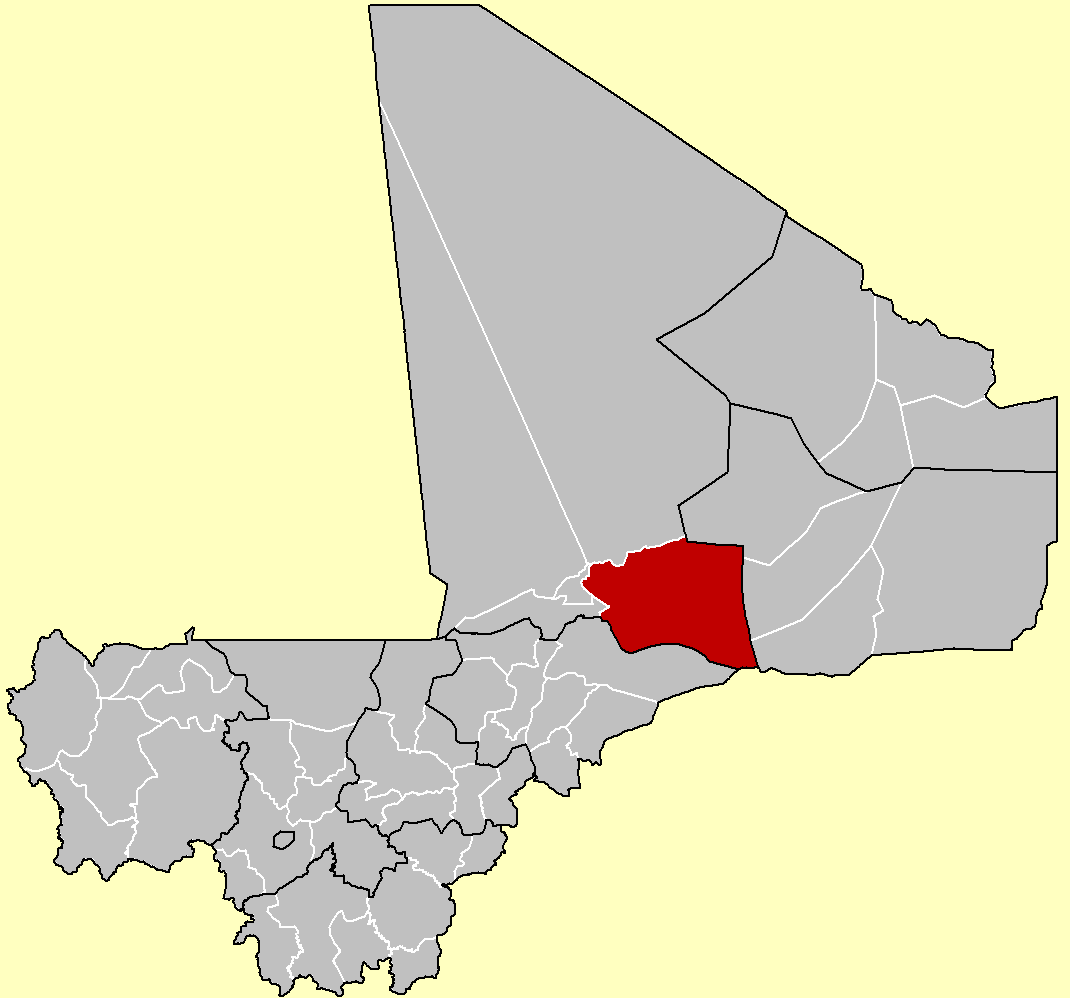
Kreis Gourma-Rharous

Gourma-Rharous ist der Name eines Kreises (franz. cercle de Gourma-Rharous) in der Region Timbuktu in Mali.
Der Kreis teilt sich in zehn Gemeinden, die Einwohnerzahl betrug beim Zensus 2009 111.386 Einwohner.
Gemeinden: Gourma-Rharous (Hauptort), Bambara Maoudé, Banikané, Gossi, Hamzakoma, Haribomo, Inadiatafané, Ouinerden, Rharous, Séréré.